# Ворнер (Оклахома)
Ворнер (енгл. Warner) град је у америчкој савезној држави Оклахома.

## Демографија
По попису из 2010. године број становника је 1.641, што је 211 (14,8%) становника више него 2000. године.
| Група             | 2000.       | 2010.         |
| Белци             | 922 (64,5%) | 1.076 (65,6%) |
| Афроамериканци    | 57 (4,0%)   | 43 (2,6%)     |
| Азијати           | 0 (0,0%)    | 0 (0,0%)      |
| Хиспаноамериканци | 34 (2,4%)   | 29 (1,8%)     |
| Укупно            | 1.430       | 1.641         |